# Мирошник, Роман Николаевич
Роман Николаевич Мирошник (укр. Роман Миколайович Мирошник; 3 января 1994, Луганск, Украина) — украинский футболист, защитник.

## Биография
Воспитанник ЛГУФК (Луганск), в составе которого с 2007 по 2010 годы выступал в ДЮФЛУ. С 2010 по 2011 год выступал за алчевскую «Сталь-2» в чемпионате Луганской области. В 2011 году был переведен в главную команду алчевцев. В футболке «Стали» дебютировал 31 августа 2011 года в ничейном (2:2) домашнем поединке 8-го тура Первой лиги чемпионата Украины против армянского «Титана». Роман вышел в стартовом составе, а на 77-й минуте его заменил Игорь Сикорский. В футболке алчевского клуба сыграл 12 матчей.
В 2012 году перешел в состав донецкого «Металлурга», но в течение своего пребывания в донецком коллективе не провел ни одного официального поединка в футболке главной команды. В юношеском и молодежном первенствах сыграл 75 матчей и отличился 2-мя голами.
В июле 2015 присоединился к краматорскому «Авангарду». В футболке краматорского коллектива дебютировал 22 июля 2015 в победном (2:1) домашнем поединке 1/32 финала кубка Украины против «Полтавы». Мирошник вышел на поле на 86-й минуте, заменив Дмитрия Швеца.
В Первой лиге чемпионата Украины дебютировал 26 июля 2015 в проигранном (1:2) выездном поединке 1-го тура против «Николаева». Мирошник вышел на поле на 52-й минуте, заменив Дмитрия Тищенко. В начале сентября 2015 попал в символическую сборную 7-го тура первой лиги по версии интернет-ресурса UA-Футбол.
Дебютным голом в футболке краматорского клуба отличился 10 октября 2015 на 7-й минуте победного (2:0) домашнего поединка 12-го тура первой лиги чемпионата Украины против «Тернополя». Роман вышел на поле в стартовом составе и отыграл весь поединок.
18 апреля 2016 попал в символическую команду недели первой лиги по версии интернет-ресурса UA-Футбол.
Летом 2016 подписал предварительный контракт с ровенским «Вересом», но уже в конце июля 2016 вернулся в «Авангард». Всего в составе «Авангарда» в чемпионате сыграл 97 матчей и отличился 8 голами, еще 4 игры провел в Кубке Украины.
В конце августа 2020 года со второй попытки подписал контракт с ровенский «Вересом», выступавший в Первой украинской лиге. Вместе с ровенской командой завоевал золотые награды чемпионата в Первой лиге в сезоне 2020/21 и получил право играть в элите украинского футбола. Первую игру в УПЛ провел 24 июля 2021 в домашнем матче против ковалёвского «Колоса». В июне 2022 года пролонгировал срок соглашения с ровенчанами сроком на один год.

## Достижения
«Верес»
- Победитель Первой лиги Украины: 2020/21